# Gai Atili Règul
|  | Per a altres significats, vegeu «Gai Atili Règul Serrà». |

Gai Atili Règul (en llatí: Caius Atilius M. F. M. N. Regulus) va ser un magistrat romà, probablement fill de Marc Atili Règul, cònsol dues vegades. Formava part de la gens Atília. Va ser elegit cònsol l'any 225 aC junt amb Luci Emili Pap i va ser enviat a l'illa de Sardenya que s'havia revoltat. Ràpidament va posar fi a la revolta i la va retornar a la submissió. En tornar a Itàlia va lluitar contra els gals que s'havien acostat a Etrúria i ara tornaven, i va morir a la lluita a la batalla de Telamó.